# Lubień Wielki (gmina)
Lubień Wielki – dawna gmina wiejska w powiecie gródeckim województwa lwowskiego II Rzeczypospolitej (1934–1939), a także jednostka podziału administracyjnego Generalnego Gubernatorstwa w latach 1941–1944, wchodząca w skład dystryktu galicyjskiego. Siedzibą gminy był Lubień Wielki.
Gminę utworzono 1 sierpnia 1934 r. w ramach reformy na podstawie ustawy scaleniowej z dotychczasowych gmin wiejskich: Artyszczów, Brundorf, Czerlany, Ebenau (od 1939 Stodółki Nowe), Hodwisznia, Kiernica, Kosowiec, Lubień Mały, Lubień Wielki, Małkowice, Neuhof (od 1939 Nowy Dwór Uherskie), Porzecze Lubieńskie, Stodółki, Uherce Niezabitowskie, Zaszkowice i Zawidowice.
W latach 1939–1941 zniesiona, będąc okupowana przez ZSRR, gdzie nie funkcjonowały gminy zbiorowe (vide rejony gródecki i rudecki).
W 1941 roku reaktywowana na skutek wojny niemiecko-radzieckiej, po zajęciu obszaru przez władze hitlerowskie. Gmina weszła w skład powiatu lwowskiego (Kreishauptmannschaft Lemberg), należącego do dystryktu Galicja w Generalnym Gubernatorstwie, gdzie została zmodyfikowana. Część obszaru przedwojennej gminy Lubień Wielki włączono do gminy Komarno (gromady Zaszkowice i Zawidowice) i do gminy Hoszany (gromada Hodwisznia), natomiast gminę Lubień Wielki powiększono o gromady Obroszyn i Stawczany, należące przed wojną do (niereaktywowanej) gminy Stawczany (powiat gródecki w II RP) oraz o gromady Burcze, Porzecze Gruntowe i Porzecze Zadworne, należące przed wojną do (reaktywowanej) gminy Komarno (powiat rudecki w II RP). Ludność gminy w 1943 roku wynosiła 17.076.
| Gmina w Landkreis Lemberg | Miejscowości / gromady | Gmina (II RP) | Powiat (II RP) | Rejon w ZSRR (1939–1941) |
| ------------------------- | --- | ------------- | -------------- | ------------------------ |
| Lubień Wielki             | Artyszczów, Brunndorf, Czerlany, Kiernica (z Ebenau), Kosowiec, Lubień Mały, Lubień Wielki, Małkowice, Porzecze Lubieńskie, Stodółki, Uherce Niezabitowskie (z Neuhof) | Lubień Wielki | gródecki       | gródecki                 |
| Lubień Wielki             | Obroszyn i Stawczany | Stawczany     | gródecki       | gródecki                 |
| Lubień Wielki             | Burcze, Porzecze Gruntowe i Porzecze Zadworne | Komarno       | rudecki        | komarniański             |
| Komarno                   | Komarno (m) | Komarno (m)   | rudecki        | komarniański             |
| Komarno                   | Andryanów, Buczały, Chłopy, Czułowice, Jakimczyce, Katarynice, Klicko i Rumno                                                                                          | Komarno       | rudecki        | komarniański             |
| Komarno                   | Zaszkowice i Zawidowice | Lubień Wielki | gródecki       | gródecki                 |
| Hoszany                   | Chiszewice, Dubaniowice, Hoszany, Jatwięgi, Koropuż, Milczyce, Romanówka, Szołomienice i Uherce Wieniawskie                                                            | Hoszany       | rudecki        | rudecki                  |
| Hoszany                   | Hodwisznia | Lubień Wielki | gródecki       | rudecki                  |

Po II wojnie światowej obszar gminy został włączony do Ukraińskiej SRR.